# KOBUKURO STADIUM LIVE 2010〜OSAKA・TOKYO・MIYAZAKI〜
『KOBUKURO STADIUM LIVE 2010~OSAKA・TOKYO・MIYAZAKI～』（コブクロ　スタジアムライブ　2010～大阪・東京・宮崎～）は、フォークデュオコブクロの8枚目のライブDVD、及びライブBlu-rayである。2011年4月13日発売。発売元はワーナーミュージック・ジャパン。

## 概要
- 2010年10月10日に行われた宮崎・生目の杜運動公園でのスタジアムツアーファイナルを中心に、9月26日の大阪・長居陸上競技場、10月3日の東京・味の素スタジアム公演の一部を収録。DVDは二枚組、Blu-rayは一枚。
- DVD版はスペシャルパッケージ、初回封入特典「STADIUM LIVE特製サテンステッカー」
- 前作まではライブ・ドキュメンタリーは別に収録されていたが、今作はライブの間に挟まれている。副音声は今までどおりに収録されているが、コブクロ二人にバンドメンバーが絡む感じになっている。

## 収録曲

### DISC-1
| #   | タイトル                                                  | 作詞・作曲                            |
| --- | --------------------------------------------------------- | ------------------------------------- |
| 1.  | 「ドキュメンタリー」                                      |                                       |
| 2.  | 「オープニング」(宮崎)                                    |                                       |
| 3.  | 「轍」(宮崎)                                              | 小渕健太郎                            |
| 4.  | 「ドキュメンタリー」(リハーサル初日)                      |                                       |
| 5.  | 「君という名の翼」(宮崎)                                  | 小渕健太郎                            |
| 6.  | 「Summer rain」(宮崎)                                     | 小渕健太郎                            |
| 7.  | 「MC 〜 ドキュメンタリー」(大阪)                          |                                       |
| 8.  | 「いつまでも変わらぬ愛を」(大阪)                          | 織田哲郎                              |
| 9.  | 「ドキュメンタリー」(大阪「長居陸上競技場」1日目)         |                                       |
| 10. | 「I LOVE YOU」(大阪)                                      | 尾崎豊                                |
| 11. | 「ドキュメンタリー 〜 MC」(大阪)                          |                                       |
| 12. | 「卒業写真」(大阪)                                        | 荒井由実                              |
| 13. | 「ANSWER」(宮崎)                                          | 槇原敬之                              |
| 14. | 「Lovin' you」(東京)                                      | - 渡辺美里（作詞） - 岡村靖幸（作曲） |
| 15. | 「奇跡の地球」(東京)                                      | 桑田佳祐                              |
| 16. | 「ドキュメンタリー」(大阪「長居陸上競技場」リハーサル 雨) |                                       |
| 17. | 「MC」(宮崎)                                              |                                       |
| 18. | 「Million Films」(宮崎)                                   | 小渕健太郎                            |
| 19. | 「YOU」(東京)                                             | 小渕健太郎                            |
| 20. | 「ドキュメンタリー」(リハーサル初日)                      |                                       |
| 21. | 「夜空」(大阪)                                            | 小渕健太郎                            |

### DISC-2
ライブパートは全て宮崎公演を収録。
| #   | タイトル                                      | 作詞・作曲                   |
| --- | --------------------------------------------- | ---------------------------- |
| 1.  | 「MC」                                        |                              |
| 2.  | 「願いの詩」                                  | 小渕健太郎                   |
| 3.  | 「蕾」                                        | 小渕健太郎                   |
| 4.  | 「風見鶏」                                    | 小渕健太郎                   |
| 5.  | 「MC」                                        |                              |
| 6.  | 「流星」                                      | 小渕健太郎                   |
| 7.  | 「MC」                                        |                              |
| 8.  | 「彼方へ」                                    | 小渕健太郎                   |
| 9.  | 「潮騒ドライブ」                              | 小渕健太郎                   |
| 10. | 「memory」                                    | 小渕健太郎                   |
| 11. | 「ストリートのテーマ」                        | 小渕健太郎                   |
| 12. | 「ドキュメンタリー」(宮崎公演 終了後)         |                              |
| 13. | 「アンコールMC」                              |                              |
| 14. | 「Blue Bird」                                 | 小渕健太郎                   |
| 15. | 「君への主題歌」                              | 小渕健太郎                   |
| 16. | 「ドキュメンタリー」(宮崎公演 終了後)         |                              |
| 17. | 「MC」                                        |                              |
| 18. | 「太陽のメロディー」(with 今井美樹、布袋寅泰) | 小渕健太郎•今井美樹•布袋寅泰 |
| 19. | 「クロージング」                              |                              |
| 20. | 「ドキュメンタリー」                          |                              |

## バンドメンバー
- 福原将宜：Guitar
- 山田裕之：Bass
- 桜井正宏：Drums
- 松浦基悦：Piano, Organ
- 坂井"Lumbsy"秀彰：Percussion
- 漆原直美：1st Violin
- 藤縄陽子：2nd Violin
- 渡邉智生：Viola
- 原口梓：Cello

## ライブ音源CD
『KOBUKURO STADIUM LIVE 2010〜OSAKA・TOKYO・MIYAZAKI〜』は、コブクロのライブ・アルバム。CDは2016年6月15日発売『TIMELESS WORLD』特別限定セットのみの生産で、現在は販売終了している。2019年3月20日からは配信が開始されている。

### 概要
2016年リリースの9thアルバム『TIMELESS WORLD』の発売時に、特別限定セットとして、当時リリースされていた映像作品全11作品(ファンサイト限定品除く)がアルバム1枚につき1作選べるセットで発売された。完全受注生産のため、生産は終了している。
2019年3月20日からは各音楽サイトにて配信が開始している。
CDのジャケットは、同タイトルのDVDのジャケットを小渕がイラストで再現したものとなっている。
配信版のジャケットはDVDと同様のものとなっている。
なお、収録されているのはDVD版の本編のみで、ドキュメンタリー映像にあたる箇所については、収録されていない。
本作では『ALL COVERS BEST』と同様に、「奇跡の地球」は配信を行っていない。

### 収録曲
DISC1
| #         | タイトル                         | 作詞・作曲                            | 時間  |
| --------- | -------------------------------- | ------------------------------------- | ----- |
| 1.        | 「オープニング」(宮崎)           |                                       | 2:29  |
| 2.        | 「轍-わだち-」(宮崎)             | 小渕健太郎                            | 4:57  |
| 3.        | 「君という名の翼」(宮崎)         | 小渕健太郎                            | 4:59  |
| 4.        | 「Summer rain」(宮崎)            | 小渕健太郎                            | 6:25  |
| 5.        | 「MC」(大阪)                     |                                       | 3:35  |
| 6.        | 「いつまでも変わらぬ愛を」(大阪) | 織田哲郎                              | 4:07  |
| 7.        | 「I LOVE YOU」(大阪)             | 尾崎豊                                | 5:20  |
| 8.        | 「MC」(大阪)                     |                                       | 1:23  |
| 9.        | 「卒業写真」(大阪)               | 荒井由実                              | 4:55  |
| 10.       | 「ANSWER」(宮崎)                 | 槇原敬之                              | 6:12  |
| 11.       | 「Lovin' you」(東京)             | - 渡辺美里（作詞） - 岡村靖幸（作曲） | 4:57  |
| 12.       | 「奇跡の地球」(東京)             | 桑田佳祐                              | 5:06  |
| 合計時間: | 合計時間:                        | 合計時間:                             | 54:25 |

DISC2
| #         | タイトル                | 作詞・作曲 | 時間  |
| --------- | ----------------------- | ---------- | ----- |
| 1.        | 「MC」(宮崎)            |            | 1:46  |
| 2.        | 「Million Films」(宮崎) | 小渕健太郎 | 5:24  |
| 3.        | 「YOU」(東京)           | 小渕健太郎 | 4:39  |
| 4.        | 「夜空」(大阪)          | 小渕健太郎 | 5:42  |
| 5.        | 「MC」(宮崎)            |            | 3:16  |
| 6.        | 「願いの詩」(宮崎)      | 小渕健太郎 | 4:22  |
| 7.        | 「蕾」(宮崎)            | 小渕健太郎 | 6:18  |
| 8.        | 「風見鶏」(宮崎)        | 小渕健太郎 | 7:07  |
| 9.        | 「MC」(宮崎)            |            | 2:00  |
| 10.       | 「流星」(宮崎)          | 小渕健太郎 | 5:11  |
| 11.       | 「MC」(宮崎)            |            | 12:30 |
| 合計時間: | 合計時間:               | 合計時間:  | 58:15 |

DISC3
全トラック宮崎公演を収録。
| #         | タイトル                                     | 作詞・作曲                   | 時間  |
| --------- | -------------------------------------------- | ---------------------------- | ----- |
| 1.        | 「彼方へ」                                   | 小渕健太郎                   | 4:30  |
| 2.        | 「潮騒ドライブ」                             | 小渕健太郎                   | 8:10  |
| 3.        | 「memory」                                   | 小渕健太郎                   | 4:46  |
| 4.        | 「ストリートのテーマ」                       | 小渕健太郎                   | 9:37  |
| 5.        | 「アンコールMC」                             |                              | 4:05  |
| 6.        | 「Blue Bird」                                | 小渕健太郎                   | 4:47  |
| 7.        | 「君への主題歌」                             | 小渕健太郎                   | 6:28  |
| 8.        | 「MC」                                       |                              | 5:34  |
| 9.        | 「太陽のメロディー」(with 今井美樹､布袋寅泰) | 小渕健太郎•今井美樹•布袋寅泰 | 9:22  |
| 10.       | 「クロージング」                             |                              | 4:52  |
| 合計時間: | 合計時間:                                    | 合計時間:                    | 62:11 |

収録
大阪:2010年9月26日 大阪•長居陸上競技場
東京:2010年10月3日 東京•味の素スタジアム
宮崎:2010年10月10日 宮崎•生目の杜運動公園